# Let There Be Blood
Albums de Exodus
Atrocity Exhibition: Exhibit A
(2007) Exhibit B: The Human Condition
(2010)
Let There Be Blood est un album du groupe de thrash metal américain Exodus sorti en 2008. Il s'agit en fait du réenregistrement de l'album Bonded by Blood sorti en 1985, mais cette fois avec Rob Dukes à la voix, le chanteur de l'époque Paul Baloff étant décédé depuis 2002.
Cet album fait écho à de nombreuses productions du même type d'autres groupes de Thrash metal de la même génération, comme Tankard, Destruction ou Testament.
Il a par contre suscité la colère des fans inconditionnels de Paul Baloff qui rejettent Rob Dukes pour sa façon de chanter plus proche du hardcore, d'autres en revanche pensent qu'enregistrer les vieilles chansons avec du matériel récent et une meilleure qualité de son était une idée plutôt intéressante. Cet album a donc provoqué une certaine division de la part des fans.

## Liste des titres
1. Bonded by Blood – 3:35
2. Exodus – 4:17
3. And Then There Were None – 5:14
4. A Lesson in Violence – 3:47
5. Metal Command – 4:12
6. Piranha – 3:54
7. No Love – 5:48
8. Deliver Us to Evil – 7:43
9. Strike of the Beast – 4:18
10. Hell's Breath (Gary Holt, Kirk Hammett) – 2:49